# كيس نقود
كيس النقود (بالإنجليزية: Money bag)‏ هو كيس يستخدم عادة لحمل ونقل النقود المعدنية والأوراق النقدية، وغالبًا ما يغلق بتكة.

## صور

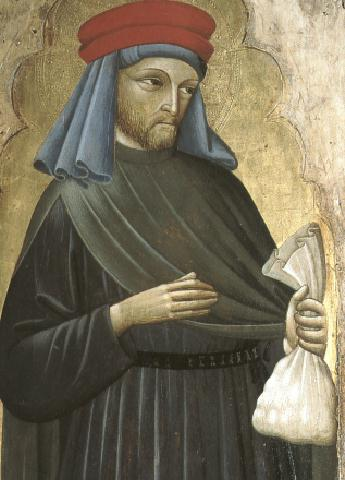
مثال يظهر كيس نقود.
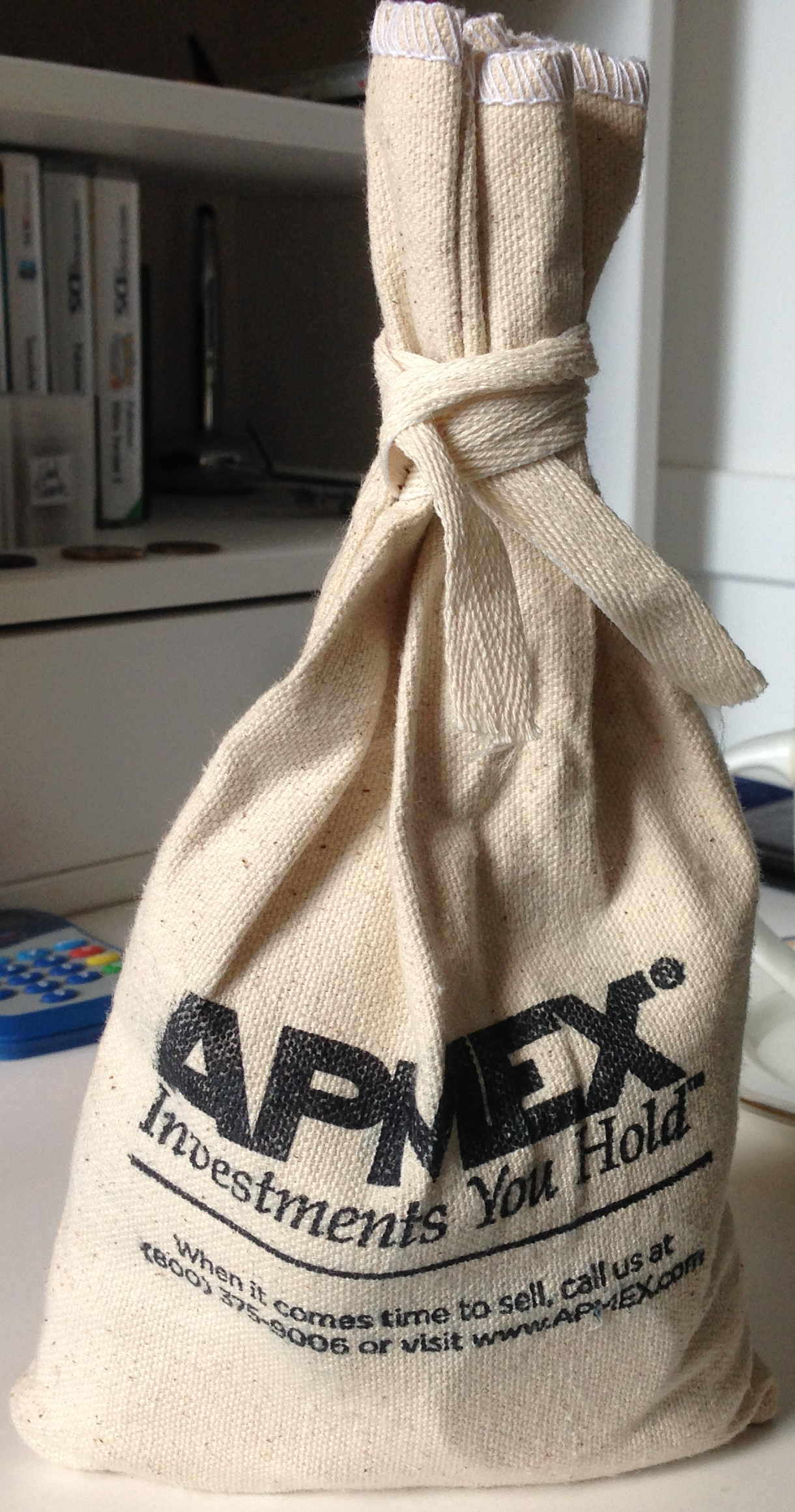
مثال على كيس نقود ذو تكة من APMEX. يغلق الكيس بربط أو لفّ خيطي التكة القطنيين معًا.